# Bœuf Stroganoff
Bœuf Stroganoff is een vleesgerecht uit de Russische keuken, bestaande uit dunne blokjes gesauteerde biefstuk of ander rood rundvlees met een pittige saus, de stroganoffsaus. Het recept stamt uit de 19e eeuw en is vernoemd naar de familie Stroganov.
De saus bestaat uit ui, champignons, meel, bouillon, smetana (soort zure room) en mosterd. Soms worden de ui en champignons geflambeerd met wodka.

## Herkomst
In een kookboek van Jelena Ivanovna Molochovets uit 1861 wordt voor het eerst melding gemaakt van een recept genaamd Vlees à la Stroganoff, waarbij de bereidingswijze van de saus op het tegenwoordige recept lijkt. In 1890 werd in Sint-Petersburg een kookwedstrijd gehouden waarbij de winnaar stroganoffsaus had gemaakt.
Het recept is vernoemd naar de grafelijke familie Stroganov. Deze familie was tijdens het Keizerrijk Rusland zeer machtig. Ze hebben een groot deel van de verovering van Siberië voor hun rekening genomen. Een verhaal is dat het gerecht ontstaan is tijdens een veldtocht waarbij het 's avonds zo koud was dat de kok het vlees alleen nog in hele dunne plakjes wist te snijden. Het gerecht is mogelijk vernoemd naar Aleksandr Grigorevitsj Stroganov. Hij gaf feestmalen waarvoor iedereen uitgenodigd was. Het gerecht was eenvoudig te bereiden in grote hoeveelheden.
Na de Russische Revolutie werd het recept door gevluchte Russen in China en de westerse wereld geïntroduceerd.